# Jeremy Trueblood
Jeremy Tyler Trueblood (* 10. Mai 1983 in Indianapolis, Indiana) ist ein ehemaliger US-amerikanischer American-Football-Spieler auf der Position des Tackles. Er spielte sieben Jahre bei den Tampa Bay Buccaneers und ein Jahr bei den Atlanta Falcons in der National Football League (NFL).

## Frühe Jahre
Trueblood ging in seiner Geburtsstadt Indianapolis auf die Highschool. Später besuchte er das Boston College.

## NFL

### Tampa Bay Buccaneers
Trueblood wurde im NFL-Draft 2006 in der zweiten Runde an 59. Stelle von den Tampa Bay Buccaneers ausgewählt. Hier absolvierte er in sieben Jahren 101 Spiele.

### Washington Redskins
Am 14. März 2013 unterschrieb Trueblood einen Vertrag bei den Washington Redskins. Er wurde jedoch noch vor der Saison, am 27. August 2013, aufgelöst.

### Atlanta Falcons
Am 3. September 2013 verpflichteten ihn die Atlanta Falcons. Hier blieb er für eine Saison, ehe er seine Profikarriere beendete.